# Coconut Fred's Fruit Salad Island
Coconut Fred's Fruit Salad Island é uma série de animação em flash estadunidense-canadense criada por Sammy Oriti e Don Oriolo. Foi exibida pelo Cartoon Network (Brasil) em 31 de março de 2006, juntamente com My Gym's Partner's a Monkey, e foi cancelada após duas temporadas por causa de criticas negativas. até o seu dublador Rob Paulsen diz que o personagem não passa de uma cópia descarada do Bob Esponja.
O desenho conta a história de uma ilha exótica, onde vivem várias frutas. Na ilha, existe um coco chamado de Fred Coquinho e apronta as maiores encrencas com as outras frutas do desenho, como o Bruno Cereja e os gêmeos Casquinha e Bananinha. Apesar do excesso de críticas negativas, o desenho chegou a ser dublado para o português e espanhol.

## Personagens Principais
- Fred Coquinho (com a voz de Rob Paulsen): Um coco despreocupado com uma estranha imaginação. Fred tem a habilidade de transformar tudo o que imagina em realidade.
- Casquinha e Bananinha (ambos com a voz de Eric Bauza): Irmãos banana. Eles são menos inteligentes do que o resto das frutas, e muitas vezes levam as coisas um pouco a sério demais.
- Bruno Cereja (com a voz de Tracey Moore nos dois primeiros episódios e de Britt McKillip no restante da série): Uma cereja receosa e tímida. Bruno geralmente sai com Fred, Casquinha e Bananinha. Ele se apavora facilmente, algo que o Fred não sabe e costuma provocar.
- Sr. Melancia (com a voz de Michael Donovan): Um melancia. Mais comumente auxiliado por Bruno, o Sr. Melancia rotineiramente tenta manter tudo e todos em ordem na ilha com seu quadro de regras.
- Limãozito (com a voz de Brian Drummond): Um limão que trabalha como marinheiro. Ele acabou na Ilha das Frutas devido à intervenção de Fred. Limãozito passa muito tempo conversando com "Betty", a figura de proa de madeira.

## Dublagem
Estúdio de Dublagem: Delart, Rio
Fred Coquinho - Guilherme Briggs
Casquinha - Anderson Coutinho
Bananinha - Cláudio Galvan
Bruno - Bruna Laynes
Sr. Melancia - Mauro Ramos
Limãozito - Márcio Simões
Locução: Luiz Feier Motta (abertura) e Leonardo Serrano (1 episódio)
1. ↑  «Acervo Digital - Folha de S.Paulo». Consultado em 26 de junho de 2022